# Xian de Taining
Le xian de Taining (泰宁县 ; pinyin : Tàiníng Xiàn) est un district administratif de la province du Fujian en Chine. Il est placé sous la juridiction de la ville-préfecture de Sanming.

## Démographie
La population du district était de 125 982 habitants en 1999.